# الزاوية (الزاوية بوكرين)
الزاوية هو دُوَّار يقع بجماعة عين تمكناي، إقليم صفرو، جهة فاس مكناس في المملكة المغربية. ينتمي الدوّار لجماعة عين تمكناي زاوية بوكرين (عين تمكناي) زاوية بوكرين التي تضم دوارين. يقدر عدد سكانه بـ 800 نسمة حسب الإحصاء الرسمي للسكان والسكنى لسنة 2013.

## روابط خارجية
- البوابة الوطنية للجماعات الترابية
- المندوبية السامية للتخطيط